# Schtschyboriwka
Schtschyboriwka (ukrainisch Щиборівка; russisch Щиборовка Schtschiborowka, polnisch Szczyborówka) ist ein Dorf im Zentrum der ukrainischen Oblast Chmelnyzkyj mit etwa 680 Einwohnern.
Das Dorf liegt nördlich der Bahnstrecke Kelmenzi–Kalinkawitschy und südlich des hier angestauten Flusses Slutsch, 28 Kilometer nördlich der Rajonshauptstadt und Oblasthauptstadt Chmelnyzkyj, die ehemalige Rajonshauptstadt Krassyliw liegt 4 Kilometer südwestlich des Ortes.

## Verwaltungsgliederung
Am 12. Juni 2020 wurde das Dorf zum Zentrum der neugegründeten Landgemeinde Schtschyboriwka (Щиборівська сільська громада/Schtschyboriwska silska hromada). Zu dieser zählen auch die 7 in der untenstehenden Tabelle aufgelisteten Dörfer, bis dahin bildete es zusammen mit den Dörfern Kalamarinka, Mowtschany und Radisne die gleichnamige Landratsgemeinde Schtschyboriwka (Щиборівська сільська рада/Schtschyboriwska silska rada) im Osten des Rajons Krassyliw.
Am 17. Juli 2020 kam es im Zuge einer großen Rajonsreform zum Anschluss des Rajonsgebietes an den Rajon Chmelnyzkyj.
Folgende Orte sind neben dem Hauptort Schtschyboriwka Teil der Gemeinde:
| Name                     | Name        | Name                      |
| ukrainisch transkribiert | ukrainisch  | russisch                  |
| ------------------------ | ----------- | ------------------------- |
| Kalamarynka              | Каламаринка | Каламаринка (Kalamarinka) |
| Kusmyn                   | Кузьмин     | Кузьмин (Kusmin)          |
| Mychajliwzi              | Михайлівці  | Михайловцы (Michailowzy)  |
| Mowtschany               | Мовчани     | Молчаны (Moltschany)      |
| Motrunky                 | Мотрунки    | Мотрунки (Motrunki)       |
| Radisne                  | Радісне     | Радостное (Radostnoje)    |
| Suschky                  | Сушки       | Сушки (Suschki)           |